# Ménerville
Ménerville ist eine Gemeinde im französischen Département Yvelines in der Region  Île-de-France. Sie gehört zum Kanton Bonnières-sur-Seine im Arrondissement Mantes-la-Jolie. Die Bewohner nennen sich Ménervillois.

## Geografie, Infrastruktur
Die Départementsstraße D 110 verbindet Ménerville mit Mantes-la-Jolie und Bréval. Die Nachbargemeinden sind Boissy-Mauvoisin im Westen und im Nordwesten, Perdreauville im Nordosten und im Osten, Le Tertre-Saint-Denis im Südosten, Longnes im Süden und Neauphlette im Südwesten.

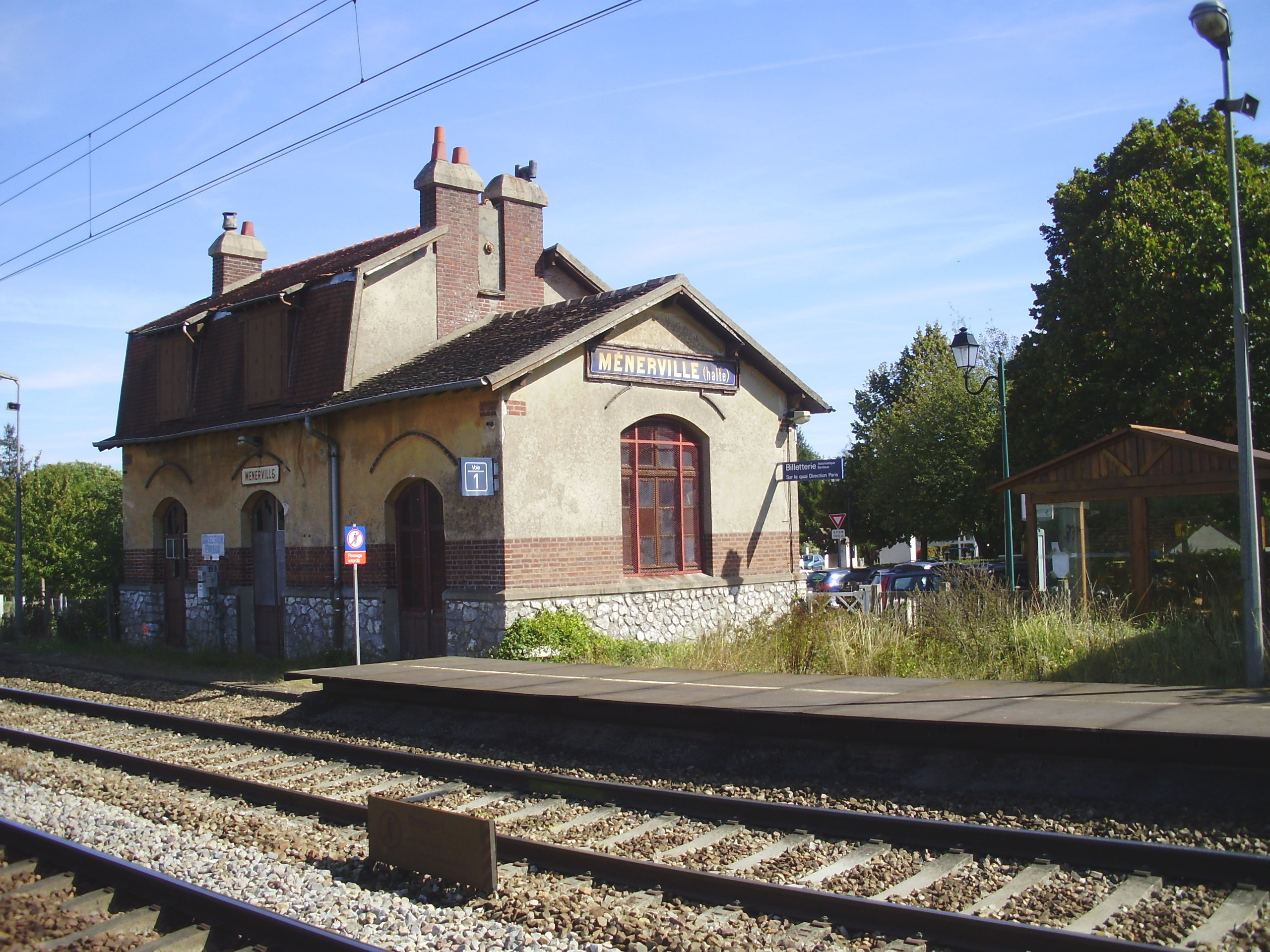
Bis 2008 betriebener Bahnhof von Ménerville an der Bahnstrecke Paris–Cherbourg

## Bevölkerungsentwicklung
| Jahr      | 1962 | 1968 | 1975 | 1982 | 1990 | 1999 | 2006 | 2014 |
| --------- | ---- | ---- | ---- | ---- | ---- | ---- | ---- | ---- |
| Einwohner | 94   | 97   | 126  | 158  | 182  | 191  | 198  | 216  |